# Hessens flag
Hessens flag er delt i rødt over hvidt.
Farverne i flaget er afledet af hovedmotivet i forbundslandets våben, en stribet løve i hvidt og rødt på blåt skjold. Dette våben blev indført som delstaten Hessens våben 4. august 1948, men går tilbage til våbnene ført af Storhertugdømmet Hessen og efterfølgeren Volkstaat Hessen, sidstnævnte konstituerede efter den 1. verdenskrig. Begge disse førte også flaget i rødt over hvidt. Farverne rødt og hvidt blev officielt nedfelt i artikel 66 i forbundslandet Hessens grundlov af 1. december 1946. Nærmere bestemmelser fulgte i lov om delstatssymbolerne af 4. august 1948. Her blev det fastsat at flaget skal være i forholdet 3:5 og at statsflaget skal være rødt over hvidt og have delstatsvåbenet i midten. Dette var nyt, da statsflaget i mellemkrigstiden, indført 5. juli 1923, var rødt-hvidt-rødt hvor de røde striber var halvt så brede som den hvide midterstribe. Flaget i rødt og hvidt, nogle gange i rødt, hvidt, rødt, går alligevel hundrede år længere tilbage i tiden. Det er kendt fra 1820. 
Slægtskabet med Thüringens flag og våben er åbenbart og skyldes gamle dynastiske forbindelser mellem de to lande.

## Eksterne links
- Gesetz über die Hoheitszeichen des Landes Hessen Vom 4. August 1948